# Enfant réfugié

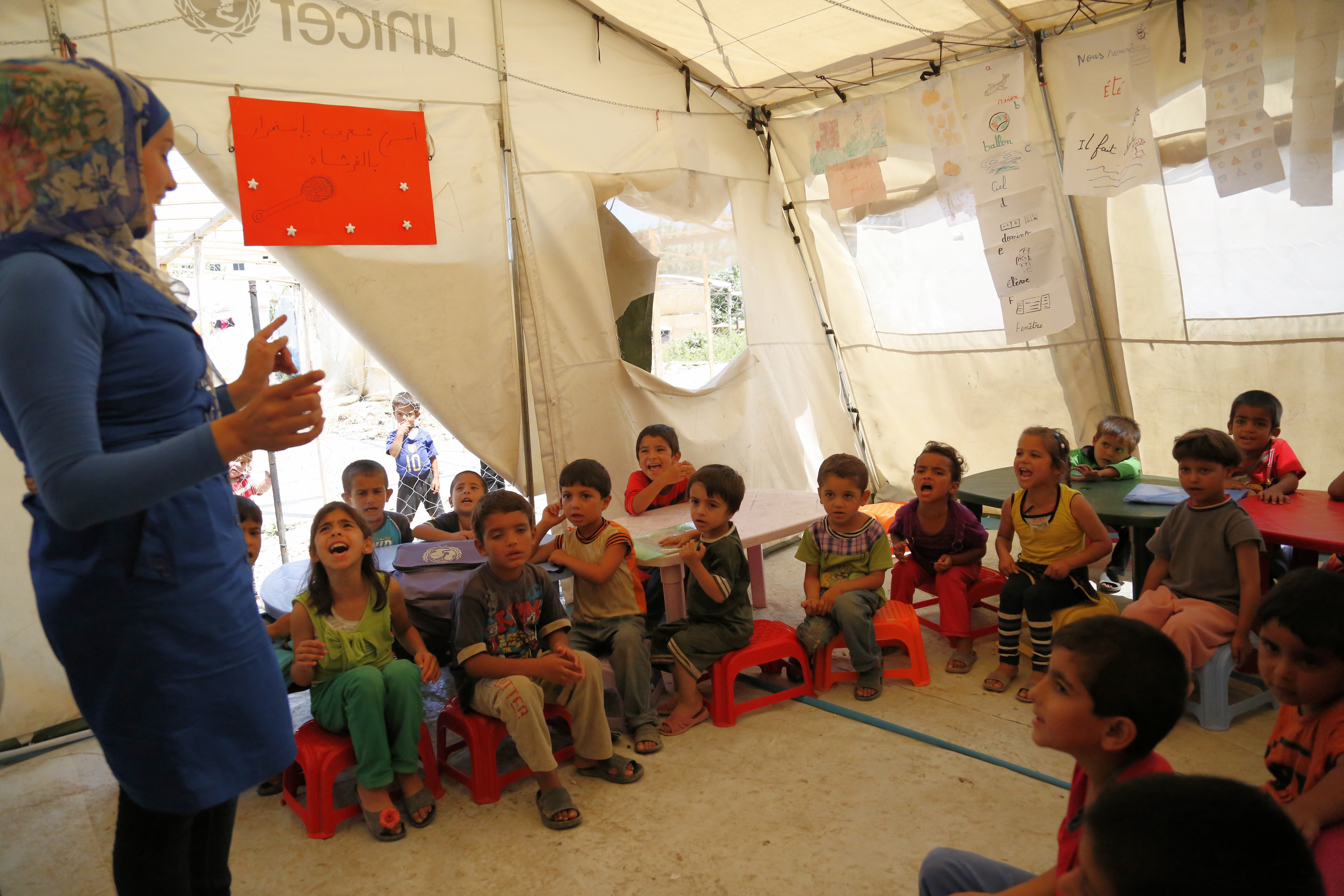
Enfants irakiens accueillis pas les services de l'UNICEF

Un enfant réfugié est un mineur qui, ayant dû fuir son pays, en raison de situations de violence issues de conflits armés, de répressions politiques ou religieuses, ou de catastrophes naturelles (réfugié écologique), est en droit d'être protégé par le droit international. Ces enfants sont soit accompagnés par leurs parents, cas le plus fréquent, soit isolés (mineurs séparés, plus vulnérables). 
Selon le Haut Commissariat des Nations unies pour les réfugiés (UNHCR), sur les 16 millions de réfugiés dans le monde en 2016, les enfants réfugiés, la plupart accompagnés d'au moins un de leurs parents, représentent environ la moitié de cette population. Toujours selon ce programme de l'Organisation des Nations unies, ceux-ci doivent « bénéficier des efforts déployés généralement en faveur de tous les réfugiés dans les domaines de la protection internationale, de l’assistance matérielle et des solutions durables ».

## Définition
Selon le droit international, « un enfant non accompagné est une personne âgée de moins de 18 ans, sauf si la majorité est atteinte plus tôt en vertu de la législation qui lui est applicable, qui est séparé de ses deux parents et n’est pas pris en charge par un adulte ayant, de par la loi ou la coutume, la responsabilité de le faire ».

## Statut

### En France
En France, un mineur étranger peut séjourner sur le territoire français sans attestation de demande d'asile. Un dossier de demande d'asile doit cependant être rempli en français et signé par un représentant légal avant d'être envoyé à l'OFPRA, organisme chargé de la protection des réfugiés et apatrides dans ce pays. Si le mineur non accompagné peut également bénéficier d'une tutelle d'Etat engageant ainsi les services de l'aide Sociale à l'Enfance (ASE) du département de résidence qui se chargeront d'entreprendre toutes ces démarches.